# Aleksandropoli
Aleksandroupoli (grčki: Αλεξανδρούπολη, bugarski: Дедеагач, turski: Dedeağaç) do 1920. godine znan kao Dedeagač,  je grad na krajnjem istoku Grčke. 
Aleksandroupoli je glavni grad Prefekture Evros u Periferiji Istočna Makedonija i Trakija. 

## Zemljopisne osobin e
Grad Aleksandroupoli leži na oko 14,5 km zapadno od delte rijeke Marice, 40 km zapadno od granice s Turske, 300 km istočno od Soluna i 750 km od Atene. Po popisu stanovnika iz 2001. godine, uži grad ima 48 885, a metropolitanski Aleksandroupoli ima oko 70 000 stanovnika.

## Povijest
Aleksandropoli je novi grad, nastao tek u 19. st. na mjestu malog ribarskog naselja pod turskim imenom Dedeagač (grčki:  Δεδεαγάτς, a to je značilo "djedovo drvo") Riječ dede na turskom znači djed a riječ ağaç znači drvo. Ime je vezano uz lokalnu predaju da je u mjestu postojalo drvo, u čijoj je sjeni meditirao jedan mudri derviš. Inače tu nije bilo ničeg, tek su u zaljev dolazili loviti ribari s obližnjeg otoka Samotraki. 
Još 1847. to je bio seoce s jednom kavanom i malim vojnim garnizonom usmjerenim na borbu protiv krijumčara. Od 1850. godine razvilo se malo ribarsko naselje, te potom gradić kada je tu 1870. godine podignuta stanica na trasi nove željezničke pruge Solun -Edirne- Istanbul. Grad je postao sjedište lokalnog paše i manji trgovački centar. 
Otomansko carstvo vladalo je gradom i okolicom do Prvog Balkanskog rata. 8. studenog 1912., tadašnji Dedeagač zauzele su bugarske trupe za Prvog Balkanskog rata. Već za Drugog Balkanskog rata Dedeagač zauzimaju grčke snage 11. srpnja 1913., Grci su se 
uskoro morali povući iz grada u skladu s tadašnjim Mirovnim sporazumom iz Bukurešta (10. kolovoza 1913.) i vratiti grad Bugarima, zajedno s ostatkom Zapadne Trakije. 

### Za Prvog svjetskog rata
Kako je Bugarska za Prvog svjetskog rata (1914 - 1918) bila na strani sila osovine, i time na strani gubitnika, izgubila je i grad Dedeagač i taj dio Trakije. Mirovnim ugovorom iz Neuillya (27. studenog, 1919.). Bugarska je zadržala neka prava na slobodnu uporabu luke Dedeagač. Izmjena vlasti između Grčke i Bugarske zbila se na dan 14. svibnja, 1920. Uskora nakon toga grad Dedeagač posjetio je grčki kralj Aleksandar I. u njegovu čast grad je prezvan 
prvo u Aleksandropolis, pa potom Aleksandropoli.

### Za Grčko -Turskog rata
Nakon Grčkog poraza u Grčko-turskom ratu 1919. – 1922., i povlačanja Grčkih snaga iz Istočne Trakije u zonu grada Aleksandroupolisa pod komandom generala Theodorosa Pangalosa, Bugarska je tražila illi da ona dobije grad natrag ili da on postane neutralan. Ove zahtjeve odbila je Liga Naroda te je Mirovnim ugovorom iz Lausanne (24. lipnja, 1923.) Zapadna Trakija s gradom Aleksandroupoli dana Grčkoj. 

### Za drugog svjetskog rata
Bugarska je uz pomoć savezničke Nacističke Njemačke okupirala Zapadnu Trakiju i grad Aleksandroupoli za Drugog svjetskog rata i držala ih pod svojom kontrolom od svibnja 1941. do 1944.

### Aleksandroupoli danas
Nakon Drugog svjetskog rata grad je doživio teška razaranja i gubitak stanovništva za vrijeme Grčkog građanskog rata (1946. – 1949). Prekid rata i povratak mira u regiji djelovao je povoljno na povratak stanovnika i rast grada ( Aleksandroupoli je 1951. godine imao 16 332 stanovnika,  a 35 999 stanovnika 1981. godine.

## Školstvo
U gradu Aleksandroupoli smješteni su pojedine fakulteti i podružnice Demokritova sveučilišta Trakije (sjedištem u mjestu Komotini), najznačajniji su odjeli fakulteta; Medicine i Molekularne biologije i genetike i Odjel Pedagoškog fakulteta (predškolski odgoj). 

## Promet
Današnji Aleksandroupoli ima međunarodnu zračnu luku Dimokritos (IATA:AXD) dobro povezanu s najznačajnijim grčkim gradovima, a ljeti i s europskim. Pomorska luka služi kao poveznica za otok Samotraki i ostale egejske otoke. 
Luka bi trebala dobiti još više na važnosti kad se izgradi i pusti u rad naftovod Burgas - Aleksandroupoli.
Aleksandroupoli leži na trasi netom dovršene auto ceste Egnatia ( Europska transverzala E90), koja se velikim dijelom poklapa s trasom antičke rimske ceste Via Egnatia i koja Grčku povezuje u smjeru istok - zapad najkraćim pravcem.

## Gradovi prijatelji
- Burgas, Bugarska

## Rast stanovništva
| Godina | Stanovnika | Promjena      | Stanovništvo općine | Promjena      |
| ------ | ---------- | ------------- | ------------------- | ------------- |
| 1981   | 35,999     | -             | -                   | -             |
| 1991   | 37,904     | 1,905/5.29%   | 41,860              | -             |
| 2001   | 48,885     | 10,981/28.97% | 52,720              | 10,860/25.94% |

## Vanjske poveznice
- Službene stranice grada (engl.) (grč.)
- Imformacije o Aleksandroupoliu sa stranica www.grecian.net  Arhivirana inačica izvorne stranice od 2. srpnja 2008. (Wayback Machine) (engl.)